# Włodzimierz Czarzasty
Włodzimierz Czarzasty (Varsavia, 3 maggio 1960) è un politico polacco, dal 2016 Presidente di Alleanza della Sinistra Democratica.